# 反杜林论

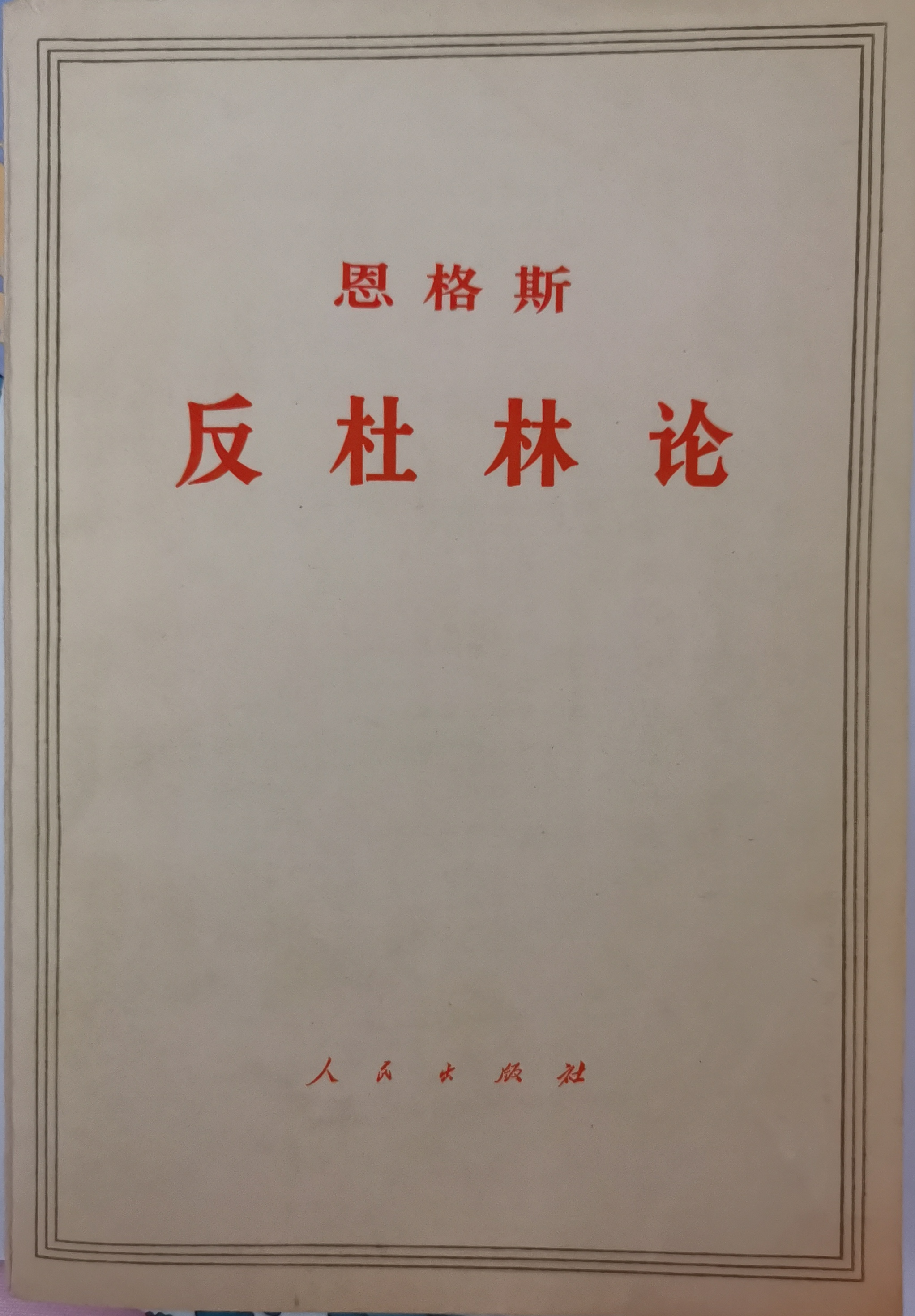
1970年人民出版社出版的《反杜林论》封面

《反杜林论》（德語：Anti-Dühring），原名《欧根·杜林先生在科学中实行的变革》（德語：Herrn Eugen Dührings Umwälzung der Wissenschaft），是恩格斯的一部全面总结马克思主义的巨著，以德语写成，包括了马克思主义的三个主要组成部分：哲学、政治经济学和科学社会主义理论。

## 背景
欧根·杜林是柏林大学的讲师，他尖锐地批评德国大学的各种制度，因此被剥夺了在大学讲课的权利。他自己又发明了一系列的社会主义理论，并在德国社会民主党内产生很大的影响，他猛烈攻击马克思的《资本论》，将德国以前的哲学家们说得一无是处，攻击马克思是：“思想和文体不成样子，语言的下流习气……英国化的虚荣心……哲学的和科学的落后。”评价空想社会主义者是“疯狂”“应当被列入某种白痴的范畴”“幼稚”等。1875年威廉·李卜克内西建议恩格斯在德国社会民主党的机关报上著文反驳。杜林体系在德国新成立的社会主义工人党中影响的加强，迫使恩格斯暂时中断对《自然辩证法》的写作，于1876年开始，陆续在《前进报》发表文章，逐点批驳杜林的观点，同时阐述马克思主义的观点，直到1878年才全部写完，以后又出版了单行本《欧根·杜林先生在科学中实行的变革》，1878年10月，德国施行反社会党人法，本书遭到查禁。
1885年发行第二版，但是杜林已经没有任何影响，于是这本书以《反杜林论》的名义出现，已经成为一本马克思主义的百科全书，对于马克思主义的总结和传播起到了相当大的作用。

## 内容
本书共分为三编
- 第一编，哲学，发表时名为《欧根·杜林先生在哲学中实行的变革》，全面介绍了马克思主义哲学的主要组成部分辩证唯物主义和历史唯物主义的由来、发展和内容，包括自然哲学。
- 第二编，政治经济学，发表时名为《欧根·杜林先生在政治经济学中实行的变革》，全面介绍了马克思在《资本论》中研究的主要观点，其中第十节是马克思自己亲自撰写的，经恩格斯压缩。在第三版发行时，由于形势的变化，恩格斯将一些反驳杜林的段落删除，将马克思撰写的全文补充进去。
- 第三编，社会主义，发表时名为《欧根·杜林先生在社会主义中实行的变革》，全面介绍了社会主义理论从空想向科学社会主义过渡的过程，介绍了社会主义关于生产、分配、国家、家庭和教育的主要理论。

## 影响
这部书出版后曾译成多种文字，成为普及马克思主义的教科书，是研究马克思主义的集大成的一部书籍，对马克思主义的传播和发展起到了很大的作用。